# ICD-10 챕터 II: 종양
ICD-10 목록의 2번째 챕터이다. C00~D48까지를 포괄하며, 종양(Neoplasms)에 관한 것이다. 여기서 영문 명칭인 Neoplasm은 종양(腫瘍)으로도 번역되나, 원 의미를 살린 신생물(新生物)로도 번역된다.

## C00-D48 - 종양

### (C00-C14) 입술, 구강, 인두의 악성종양
- C00 입술의 악성종양 (구순암)
- C01 혓바닥의 악성종양
- C02 혀의 기타 및 명시되지 않은 부위의 악성종양(설암)
- C03 잇몸의 악성종양
- C04 입바닥의 악성종양
- C05 입천장의 악성종양
- C06 입의 기타 및 명시되지 않은 부위의 악성종양(구강암)
- C07 귀밑샘의 악성종양
- C08 기타 및 명시되지 않은 주요 침샘의 악성종양
- C09 편도선의 악성종양
- C10 구강인두의 악성종양
- C11 비인두의 악성종양(비인두암)
- C12 이상와의 악성종양
- C13 하인두의 악성종양
- C14 입술, 구강, 인두의 기타 또는 불분명한 부위의 악성종양

### (C15-C26) 소화기관의 악성종양
- C15 식도의 악성종양(식도암)
- C16 위의 악성종양(위암)
- C17 소장의 악성종양(소장암)
- C18 결장의 악성종양(대장암)
- C19 직장구불결장의 악성종양
- C20 직장의 악성종양(직장암)
- C21 항문과 항문관의 악성종양(항문암)
- C22 간과 간내 쓸개관의 악성종양(간암)
- C23 쓸개의 악성종양(쓸개암)
- C24 쓸개길의 기타 및 명시되지 않은 부위의 악성종양
- C25 췌장의 악성종양(췌장암)
- C26 기타 및 불분명한 소화기관의 악성종양

## 상위 항목
- ICD-10